# 水野弘士
水野 弘士（みずの ひろし、1936年3月23日 - 2009年1月7日）は、日本の囲碁棋士。

## 人物
1936年3月23日に富山県で生まれる。幼少期に小児麻痺にかかり、足が不自由となる。その後、1959年に関西棋院で入段となり、1980年3月には九段となった。2001年10月に引退する。弟子には吉田昇司8段、吉田美香8段、小西和子8段、河英一6段、水野弘美5段など。
2009年1月7日に腎不全のため死去した。